# Parrsboro
Parrsboro är en ort i Kanada.   Den ligger i provinsen Nova Scotia, i den östra delen av landet, 900 km öster om huvudstaden Ottawa. Parrsboro ligger 17 meter över havet och antalet invånare är 1 472.
Terrängen runt Parrsboro är platt söderut, men norrut är den kuperad. Havet är nära Parrsboro söderut. Trakten är glest befolkad. Det finns inga andra samhällen i närheten.